# Вила Потенца (Мачерата)
Вила Потенца (итал. Villa Potenza) насеље је у Италији у округу Мачерата, региону Марке.
Према процени из 2011. у насељу је живело 2086 становника. Насеље се налази на надморској висини од 94 м.